# Círculo Hermafrodito

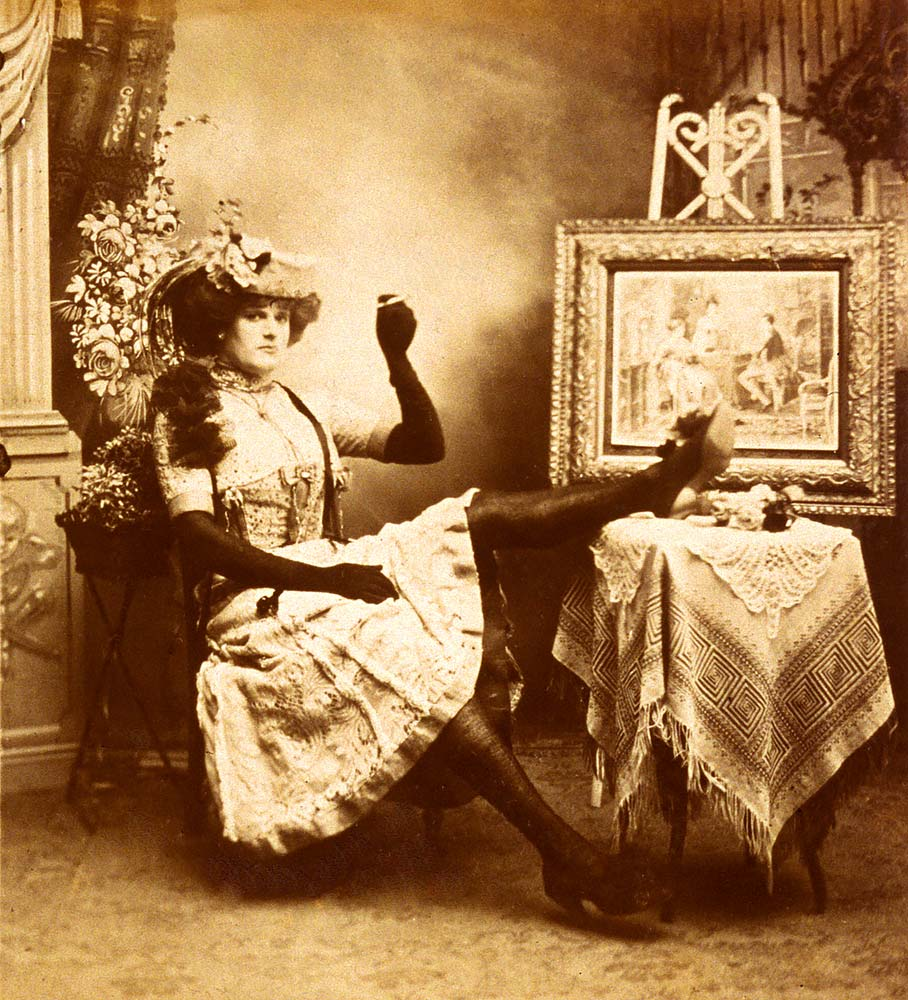
"Bowery Queen", ca. década de 1890

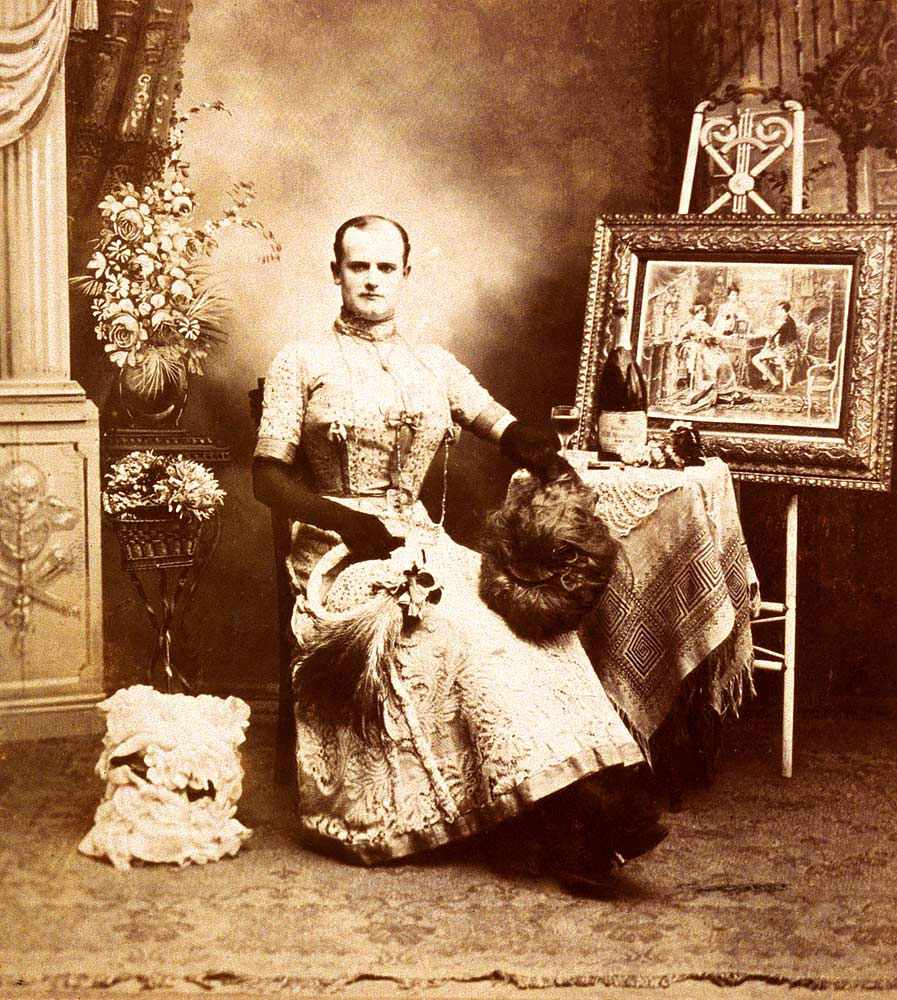
"Bowery Queen", ca. década de 1890

El Cercle Hermaphroditos (en español: Círculo Hermafrodito) fue la primera organización informal de defensa de las personas transgénero conocida en Estados Unidos, fundada en 1895 en la ciudad de Nueva York "para unirse en la defensa contra la amarga persecución mundial". El grupo se reunió por primera vez en Paresis Hall, también llamado Columbia Hall o simplemente "el Hall", que era un centro de la vida nocturna homosexual en la ciudad de Nueva York. Allí, los trabajadores sexuales masculinos solicitaban a los hombres bajo una apariencia afeminada.[cita requerida]
En una época en la que el travestismo era socialmente inaceptable y un delito punible, lugares como Paresis Hall proporcionaban un espacio donde los autodenominados "imitadores pppfemeninos instintivos", andróginos, reinas, hadas o uranianos podían reunirse y sentirse más libres para expresarse y socializar con personas similares.  Estas eran palabras de la época victoriana y eduardiana, con sus propios matices de significado, para las personas que nacieron varones, se sentían al menos en parte mujeres en mente o espíritu y preferían tener sexo con hombres; personas que hoy podrían llamarse mujeres transgénero, personas no binarias u hombres homosexuales femeninos, en el lenguaje de las comunidades LGBT actuales.
La naturaleza de Paresis Hall durante este período es conocida por los historiadores actuales a partir de una variedad de fuentes. Sin embargo, el Círculo Hermafrodito es más apócrifo, conocido principalmente por la autobiografía de una "imitadora femenina instintiva", Jennie June, quien proporciona la principal descripción que se conserva del mismo. June dice que todos los miembros del grupo se conocían sólo por seudónimos, por razones de seguridad. El grupo estaba dirigido por el seudónimo Roland Reeves. Hoy en día se conocen pocas pruebas de la existencia del Círculo, aparte de la autobiografía de June. Si publicó algún panfleto, todavía no se sabe nada al respecto por parte de los historiadores. Por esta razón, algunos historiadores han cuestionado si el Círculo existió o no.
La historiadora transgénero Susan Stryker señala al Círculo como "la primera organización informal conocida en Estados Unidos que se ocupó de lo que ahora podríamos llamar cuestiones de justicia social transgénero".